# یانگ جونشوان
یانگ جونشوان (انگلیسی: Yang Junxuan؛ زادهٔ ۲۶ ژانویهٔ ۲۰۰۲) شناگر اهل چین است.
وی در مسابقات کشوری و بین‌المللی در مجموع برندهٔ ۶ مدال طلا، ۵ مدال نقره، ۴ مدال برنز شده‌است.